# Шишкіна Зоя Леонідівна
Зо́я Леоні́дівна Ши́шкіна (нар. 23 травня 1954, село Липецьке (нині частина селища Чечельник), Чечельницький район, Вінницька область) — український політик. Народний депутат України. Член партії ВО «Батьківщина».

## Життєпис
Освіта вища.
Квітень 1998 — квітень 2002 — помічник народного депутата України.
З квітня 2001 — керівник апарату Запорізької обласної державної адміністрації.

## Парламентська діяльність
Квітень 2002 — кандидат в народні депутати України за виборчім округом № 81 Запорізької області, самовисування. «За» 2.50 %, 6 місце з 13 претендентів. На час виборів: помічник народного депутата України, безпартійна.
Народний депутат України 5-го скликання з 25 травня 2006 до 12 червня 2007 від «Блоку Юлії Тимошенко», № 82 в списку. На час виборів: заступник генерального директора — директор з персоналу та соціальних питань холдингової компанії «АвтоКрАЗ», член партії ВО «Батьківщина». Член Комітету з питань екологічної політики, природокористування та ліквідації наслідків Чорнобильської катастрофи (з 18 липня 2006). 12 червня 2007 достроково припинила свої повноваження під час масового складення мандатів депутатами-опозиціонерами з метою проведення позачергових виборів до Верховної ради.
Народний депутат України 6-го скликання з 23 листопада 2007 до 12 грудня 2012 від «Блоку Юлії Тимошенко», № 82 в списку. На час виборів: тимчасово не працювала, член партії ВО «Батьківщина». Член Комітету з питань аграрної політики та земельних відносин (з 26 грудня 2007), член Спеціальної контрольної комісії з питань приватизації (з 26 грудня 2007).

## Ресурси інтернет
- Довідник «Хто є хто в Україні», видавництво «К.І.С.» [Архівовано 5 березня 2016 у Wayback Machine.]